# Isla Wake
La Isla Wake (en inglés: Wake Island; originalmente Isla de San Francisco) es uno de los diecisiete territorios no incorporados de los Estados Unidos de América. Consiste en un atolón (posee una línea de costa de 19,3 km) del océano Pacífico Norte, a unos dos tercios de camino desde Hawái hasta las Islas Marianas del Norte. Debido a su posición con respecto a la línea internacional de cambio de fecha, está un día adelantada de los 50 estados. El atolón está compuesto por tres islas de coral bajo montadas sobre un volcán submarino, que en total suman 7,37 km² de superficie. Su laguna central es el antiguo cráter y la isla es parte del diámetro. Al ser un territorio no organizado y no incorporado de los Estados Unidos, está administrado técnicamente por la Oficina de Asuntos Insulares, Departamento Estadounidense del Interior, pero todas las actividades actuales son controladas por la Fuerza Aérea de los Estados Unidos.

## Historia

### Descubrimiento y establecimiento

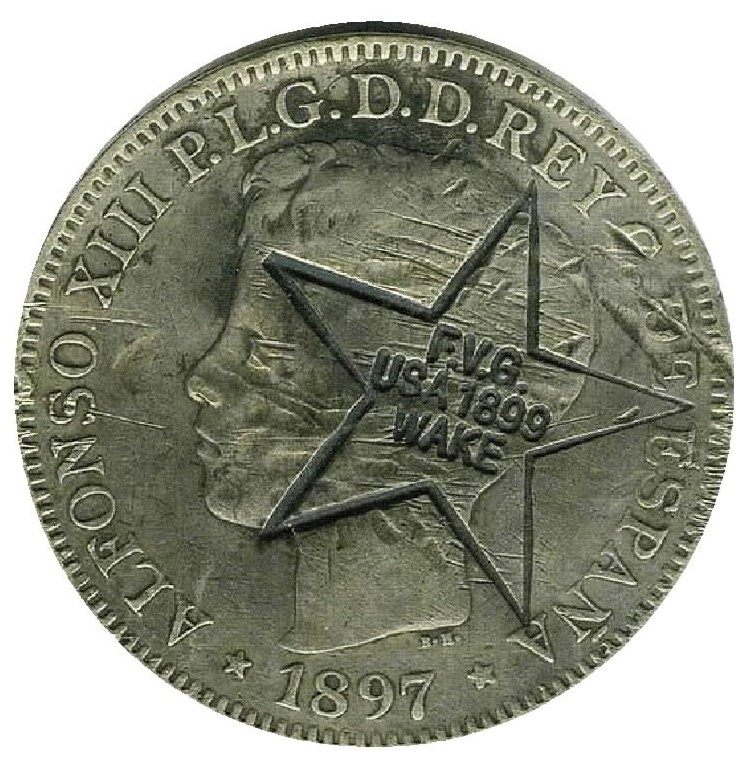
Moneda española con resello conmemorativo de la ocupación de la isla por Estados Unidos.

El español Álvaro de Mendaña de Neira con las naves Los Reyes y Todos los Santos la descubrió en 1568, bautizándola como "Isla de San Francisco". Los británicos la visitaron en 1796 y la renombraron en honor al capitán William Wake. La marina estadounidense la visitó en 1841 y nombró las dos islas pequeñas por Titian R. Peale, un civil, y el teniente Charles Wilkes, el capitán de la nave. Fue anexada por los Estados Unidos el 17 de enero de 1899.
Para conmemorar dicha fecha se ordenó estampar sobre monedas norteamericanas y pesos españoles de Filipinas, que eran las piezas utilizadas en ese momento en todo el territorio, una marca que contenía la leyenda “USA”, “WAKE” y fecha 1899 dentro de una estrella de cinco puntas.
En 1935, Pan American Airways construyó una pequeña villa, con sobrenombre "PAAville", para asistir los vuelos en su ruta Estados Unidos-China. La villa fue el primer establecimiento humano en la isla y permaneció en operación hasta el día del primer bombardeo aéreo japonés.

### Segunda Guerra Mundial

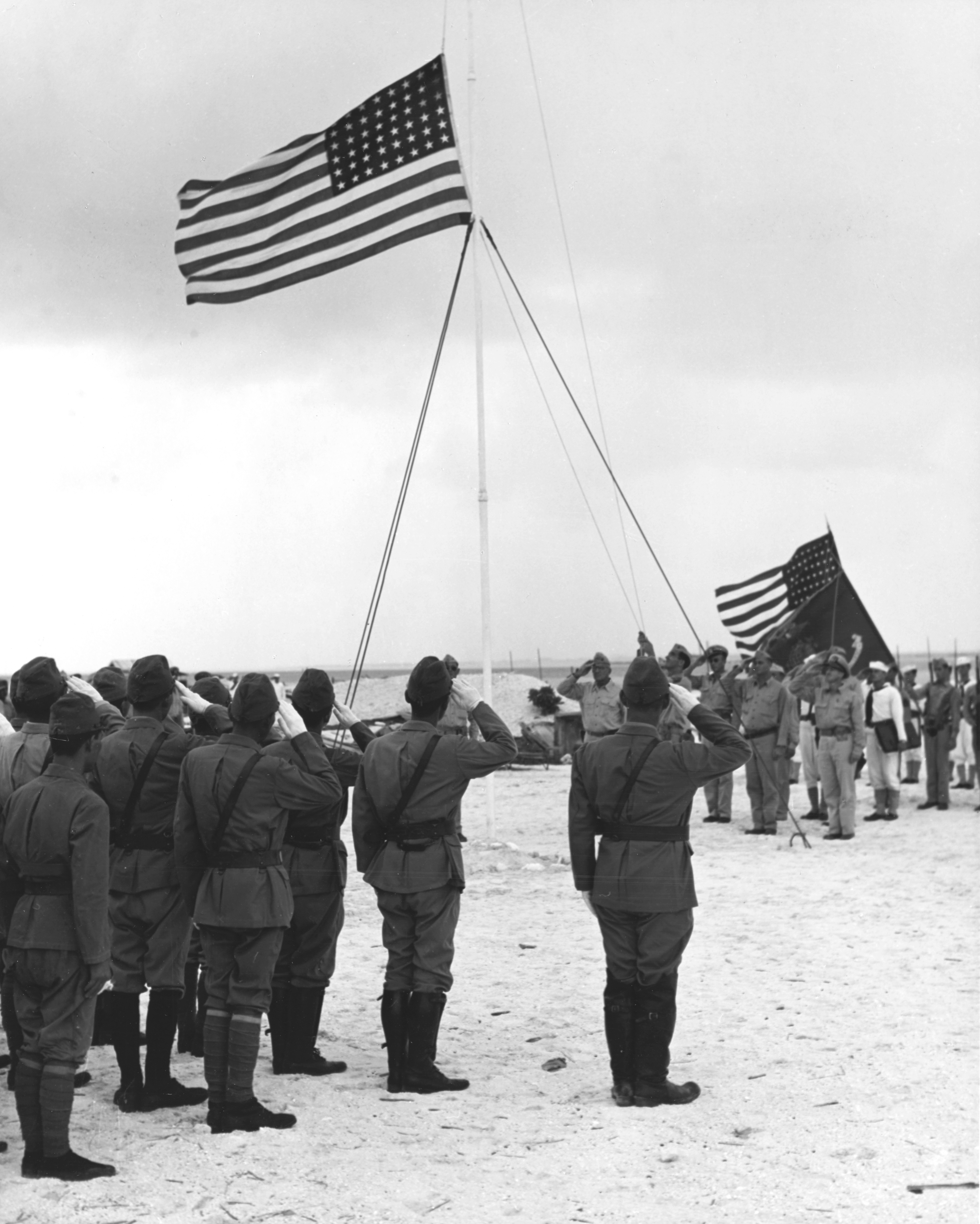
Rendición de las tropas japonesas en la isla en 1945

#### 1941 – Labatalla de la isla de Wake
En enero de 1941, la Marina de los Estados Unidos construyó una base militar en el atolón. Desde el 19 de agosto de 1941, estaba la primera guarnición militar permanente, elementos del 1.er Batallón de Defensa Marina estaban estacionados en la isla junto a civiles estadounidenses de la compañía Morrison-Knudsen que construían instalaciones.
El 8 de diciembre de 1941, un día después del ataque a Pearl Harbor, 16 bombarderos japoneses atacaron la Isla Wake, destruyendo 8 de los 12 aviones militares allí presentes, dejando 4 Wildcat disponibles. Todos los emplazamientos defensivos de la guarnición de la marina fueron dejados intactos por el ataque por lo que la guarnición se aprestó a defender la plaza, radiando urgente apoyo a Pearl Harbor.
Una avanzada naval japonesa avanzó hasta la isla para machacar las defensas residuales pero la guarnición rechazó el primer intento de desembarco japonés (el único intento de invasión anfibia de la Segunda Guerra Mundial por parte de Japón), y consiguió hundir al destructor Hayate, el 11 de diciembre de 1941 mediante un ataque aéreo con cargas de profundidad, además la artillería aun alcanzó a dañar gravemente otra unidad naval, el desembarco fue suspendido.
Debido a esto, se desvió de su rumbo de regreso a los portaaviones japoneses que habían intervenido en el ataque a Pearl Harbor y desde estos se sometió a la isla a un duro bombardeo. El segundo asedio sobre la guarnición estadounidense en Wake llegó sin que pudieran reabastecerse y Wake cayó ante las Fuerzas Especiales de Desembarco Japonesas el 23 de diciembre de 1941 (el mismo día que el general Douglas MacArthur comienza a retirarse desde Manila a Bataan).
La isla fue tomada por los japoneses el día 24 de diciembre y los supervivientes fueron hechos prisioneros y obligados a trabajar en la reconstrucción de las instalaciones.

#### 1942-1945
El 24 de febrero de 1942, el portaaviones USS Enterprise atacó la guarnición japonesa en la Isla Wake. Las fuerzas estadounidenses bombardearon la isla desde 1942 hasta la rendición de Japón en 1945. El 8 de julio de 1943, Liberators B-24 en tránsito desde las Islas Midway bombardearon a los japoneses que permanecían en Wake. George Bush padre tuvo su primera misión como aviador sobre Wake. Luego, Wake fue ocasionalmente bombardeada, pero nunca atacada en masa.
El 7 de octubre de 1943, los aviones del USS Yorktown condujeron un ataque extremadamente efectivo. Temiendo una invasión inminente, el almirante de retaguardia Shigematsu Sakaibara ordenó la ejecución de los 98 trabajadores estadounidenses que habían sido dejados en la isla. Fueron llevados al extremo norte de la isla con los ojos vendados y allí fueron ametrallados. Por sus crímenes, Sakaibara y su subordinado, el Teniente-Comandante Tachibana fueron sentenciados a muerte. (la sentencia de Tachibana fue luego conmutada a cadena perpetua)
El 4 de septiembre de 1945, lo que quedaba de la guarnición japonesa se rindió ante un destacamento del Cuerpo de Marines de los Estados Unidos. El cambio de mando de Wake se condujo oficialmente en una apresurada ceremonia.
Henry Talmage Elrod fue condecorado con la Medalla de Honor de los Estados Unidos de manera póstuma por su acción en la isla. Los japoneses capturaron a los hombres restantes de la isla (que estaban mayoritariamente constituidos por empleados civiles de la Morrison-Knudsen Company). La historia de estos hombres fue conmemorada en la película de 1942, Wake Island. Una condecoración militar especial, el "Emblema de la Isla Wake" también fue creada para honrar a quienes pelearon defendiendo la isla.

### Postguerra
Posteriormente la isla fue usada para defensa y operaciones estratégicas durante la Guerra Fría. Fue administrada por el Comando de Defensa Espacial y de Misiles de la Armada Estadounidense (anteriormente conocida como Comando de Defensa Espacial y Estratégica).
Desde 1974, la pista de la isla ha sido usada por la milicia estadounidense y algunos aviones de carga comerciales, como también para aterrizajes de emergencia. Hay más de 700 aterrizajes por año en la isla. También hay dos fondeaderos cercanos a la costa para naves grandes.
Hacia 1987 un grupo de las Islas Marshall proclamó el no reconocido Reino de EnenKio, con Murjel Hermios (1987-1998) y Remios Hermios (1998-) como monarcas.
El personal militar estadounidense ha abandonado la isla y tampoco hay habitantes indígenas. Wake es reclamada por la República de las Islas Marshall y aún quedan algunos civiles. Se estima, que en julio del 2004 había presentes 200 personas. La isla continúa siendo una posición estratégica en el Pacífico Norte. Sirve como lugar para aterrizajes forzosos en vuelos transpacíficos. Algunas de las construcciones de la Segunda Guerra Mundial, así como escombros, también están presentes en la isla.

## Geografía

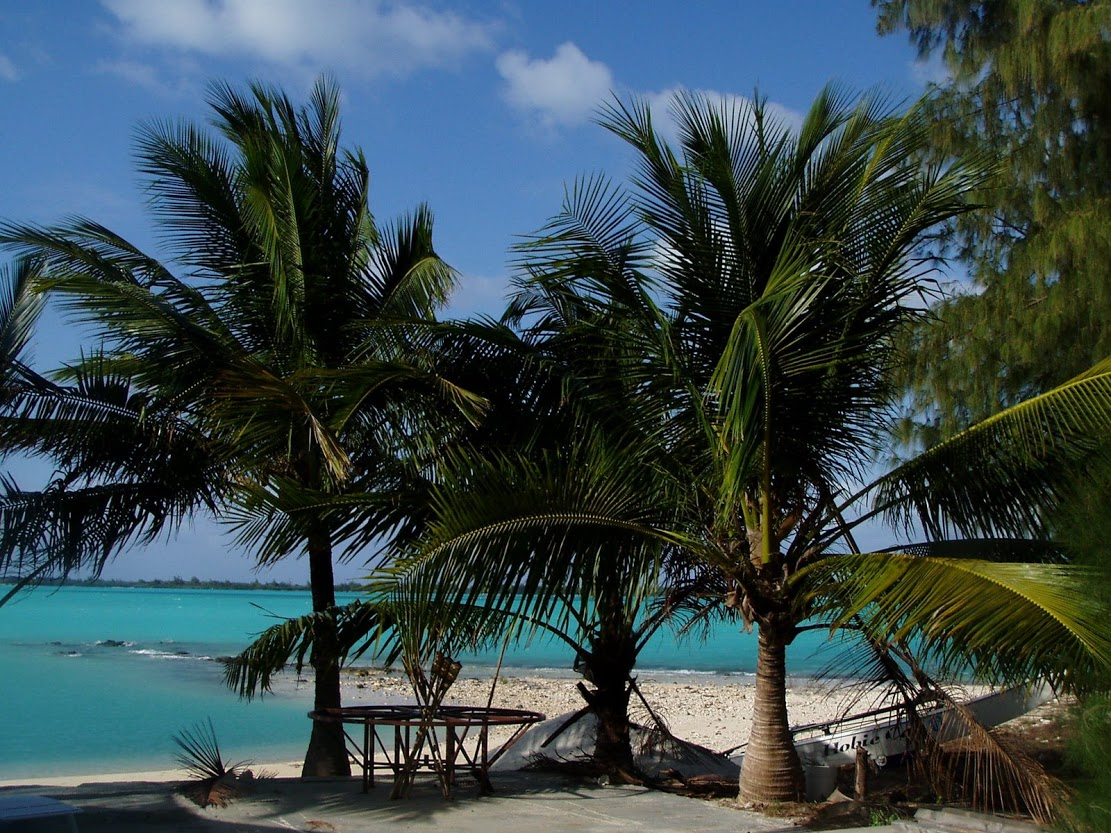
Una de las playas de la isla frente a la laguna

La isla Wake pertenece a la región de Micronesia, que engloba las islas de Palaos, Islas Marshall, Nauru, Kiribati, Islas Marianas del Norte, Estados Federados de Micronesia y la isla Guam. La isla tiene un pequeño puerto marítimo, su propio aeropuerto, cuya pista mide entre 60 y 75 metros. El aeropuerto dio nombre a la capital de la isla, Airport, situada al lado de la pista de aterrizaje. La isla también tiene una pequeña aldea llamada PAAville, que tiene su propio hotel.
Una red de carreteras comunica las tres islas. Todavía hoy día, la isla se divide en los antiguos campamentos militares; el campamento 1 (el aeropuerto), el campamento 2 (PAAville) y campamento 3 (Punta Toki).
Los principales accidentes geográficos son: el cabo Kuku, en el norte de la isla Wilkes, el Canal de Wilkes, que separa la isla Wake de la isla Wilkes, Punta Peacock, al sur de la isla y cerca de donde se asienta la capital, Punta Heel, al norte de la isla, el Canal de Peale, que se para la isla Wake de la isla Peale y la punta Toki. Además, la distancia que separa la isla Wilkes de la isla Peale se denomina "Gran canal de Oreqged".
- Coordenadas geográficas: 6°21′ N, 162°24′ E
- Área (Tierra): 6,5 km² (650 hectáreas)[1]
- Línea de Costa: 19,3 km[1]
- Solicitudes marítimas
  - zona económica exclusiva: 200 mn (370,4 km)
  - mar territorial: 12 mn (22,2 km)
- Clima: tropical, con tifones ocasionales
- Extremos de elevación:
  - Punto más bajo: Océano Pacífico 0 m
  - Punto más alto: localización sin nombre 6 m

| Isla          | km²  | hectáreas |
| ------------- | ---- | --------- |
| Isleta Wake   | 5,53 | 553,22    |
| Isleta Wilkes | 0,79 | 79,90     |
| Isleta Peale  | 1,03 | 103,94    |
| Isla Wake     | 7,37 | 737,06    |
| Laguna (agua) | 6,0  | 600       |
| Arena         | 3,70 | 370       |

### Clima
La isla de Wake se encuentra en la zona tropical, pero está sujeta a periódicas tormentas templadas durante el invierno. Las temperaturas de la superficie del mar son cálidas durante todo el año, llegando a superar los 27 °C (80 °F) en verano y otoño. Los tifones pueden pasar ocasionalmente por la isla.

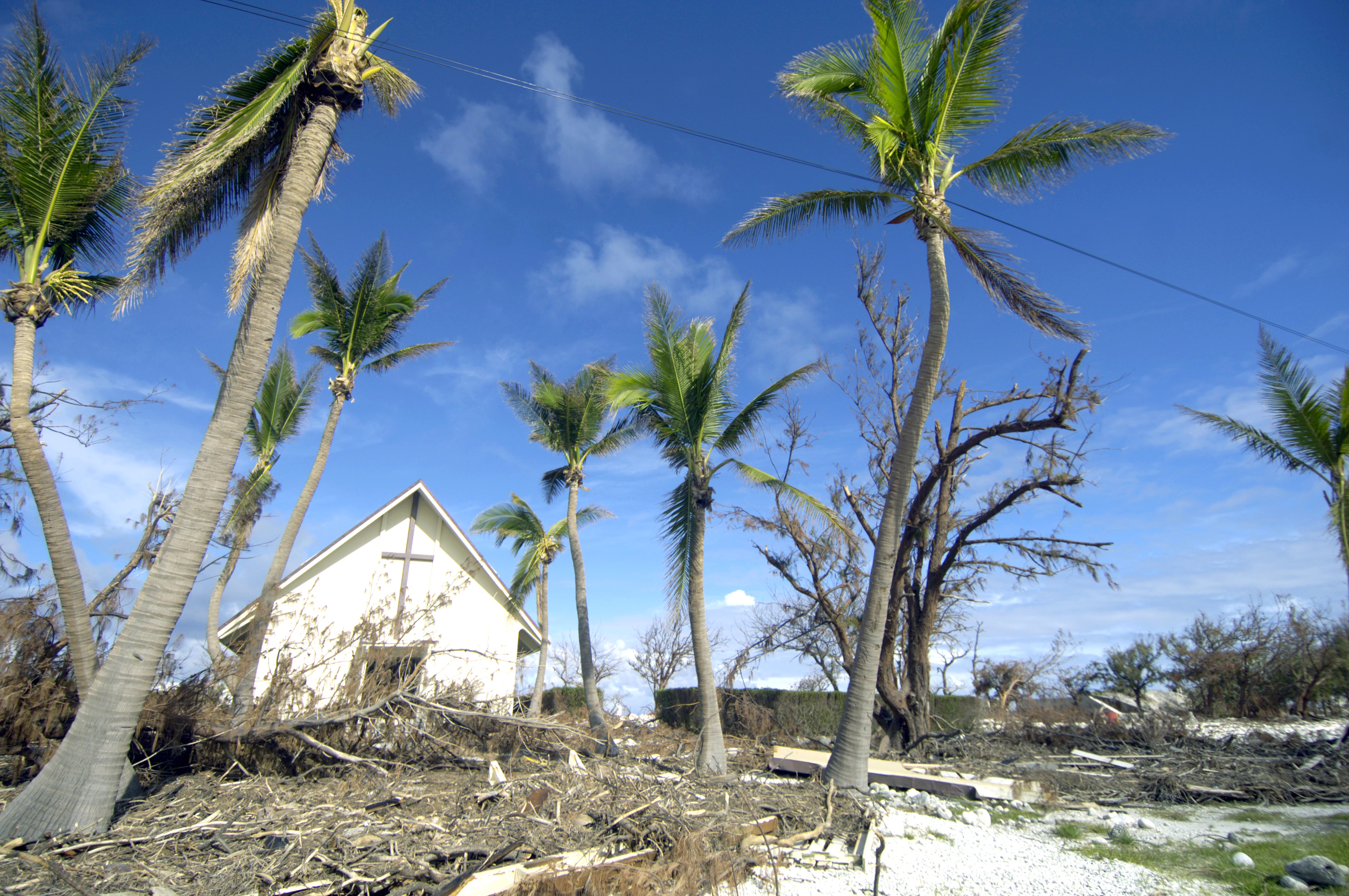
Daños que causó el tifón Ioke en 2006 alrededor de la capilla de la isla

El 19 de octubre de 1940, un tifón sin nombre golpeó la isla de Wake con vientos de 120 nudos (220 km/h). Este fue el primer tifón registrado que golpeó la isla desde que comenzaron las observaciones en 1935.
El súper-tifón Olive impactó en Wake el 16 de septiembre de 1952 con vientos que alcanzaron los 150 nudos (280 km/h). Olive causó grandes inundaciones, destruyó aproximadamente el 85 % de sus estructuras y causó 1,6 millones de dólares en daños.
El 16 de septiembre de 1967, a las 10:40 p. m. hora local, el ojo del súper-tifón Sarah pasó sobre la isla. Los vientos sostenidos en la pared ocular fueron de 130 nudos (240 km/h), desde el norte antes del ojo y desde el sur después. Todas las estructuras no reforzadas fueron demolidas. No hubo heridos graves, y la mayoría de la población civil fue evacuada después de la tormenta.
El 28 de agosto de 2006, la Fuerza Aérea de los Estados Unidos evacuó a los 188 residentes y suspendió todas las operaciones mientras el Super-Tifón Ioke de categoría 5 se dirigía hacia Wake. Para el 31 de agosto, el ojo suroeste de la tormenta pasó sobre la isla, con vientos de más de 185 millas por hora (298 km/h), provocando una marea de tormenta de 20 pies (6 m) y olas directamente en la laguna que causaron daños importantes Un equipo de evaluación y reparación de la Fuerza Aérea de los Estados Unidos regresó a la isla en septiembre de 2006 y restableció la función limitada del aeródromo y las instalaciones, lo que finalmente condujo a un retorno completo a las operaciones normales.

### Fauna y flora
Las principales especies animales de la isla Wake son los cangrejos ermitaños, que pueblan la isla dos veces al año. Figuran también tortugas y loros. También están presentes algunas especies de tiburones, los delfines y, además, la isla Wake tiene una especie endémica: el gallirallus wakensis, un ave parecida al kiwi, que se encuentra desaparecido desde finales del siglo XX.
Respecto a la flora, destacan las palmeras, ficus, cáñamo y yute, entre otros. En el 1998, el atolón de la isla Wake fue designado parque nacional.

## Política y gobierno
El 24 de junio de 1972, la Fuerza Aérea de los Estados Unidos asumió la responsabilidad de la administración civil de la isla de Wake en virtud de un acuerdo entre el Departamento del Interior y el Departamento de la Fuerza Aérea.

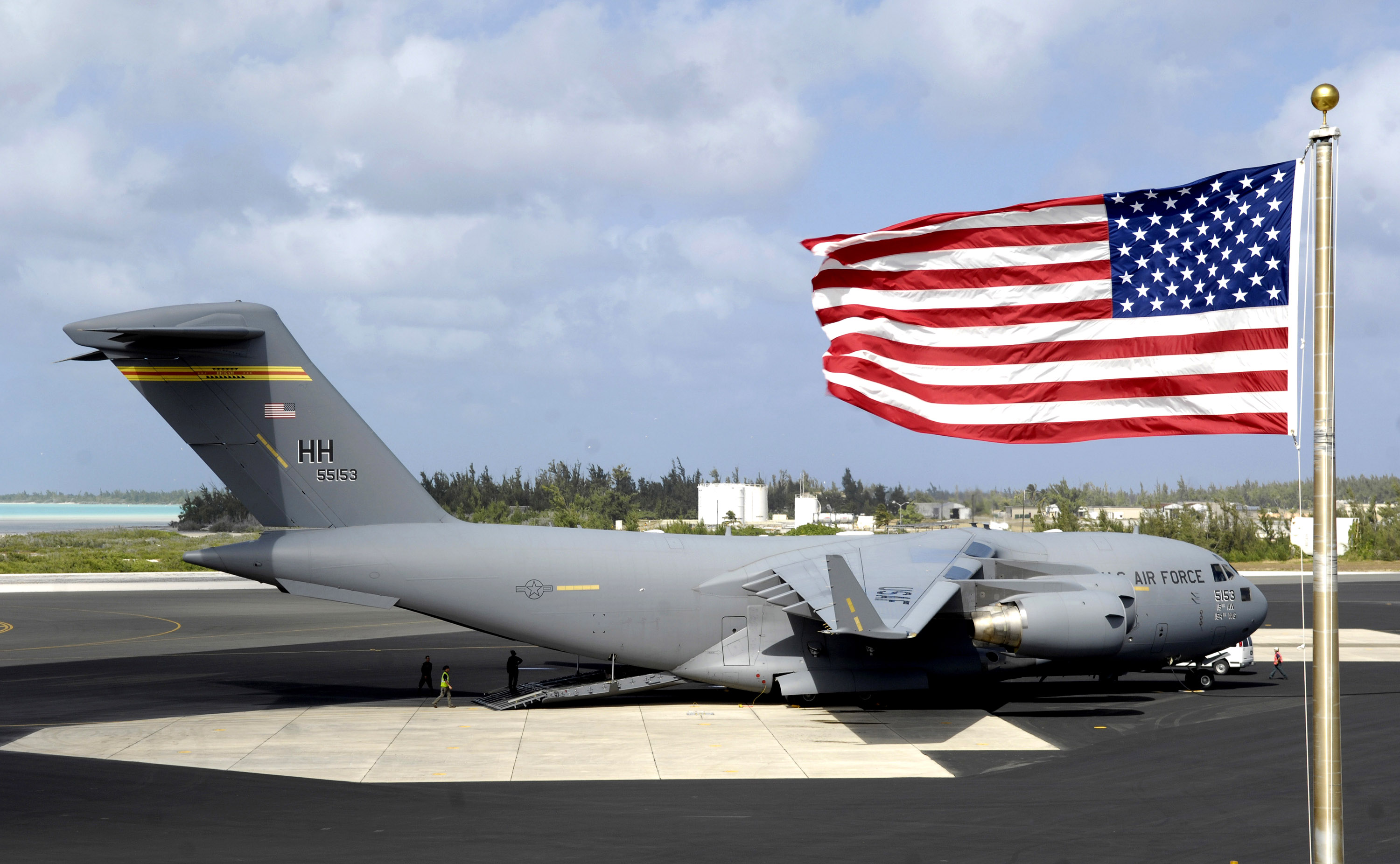
C-17 Globemaster III de la Fuerza aérea de EE. UU. en el Aeródromo de la isla Wake

La autoridad de la administración civil de la Isla de Wake ha sido delegada por el secretario de la Fuerza Aérea al Consejo General de la Fuerza Aérea en virtud de la ley federal de los Estados Unidos conocida como el Código de la Isla de Wake. Este puesto lo ocupa el consejero general Thomas E. Ayres. El asesor general ejerce la autoridad civil, legal y judicial y puede nombrar a uno o más jueces para que presten servicios en el Tribunal de la Isla de Wake y en el Tribunal de Apelaciones de la Isla de Wake.
El Asesor Jurídico General ha vuelto a delegar ciertas autoridades en el Comandante de la Isla de Wake, cargo que actualmente ocupa el Capitán William Miles en el Destacamento 1 del Centro de Apoyo Regional de las Fuerzas Aéreas del Pacífico. El comandante puede expedir permisos o registros, nombrar oficiales de paz, imponer cuarentenas, dictar reglamentos de tráfico, encargar a notarios públicos, dirigir evacuaciones e inspecciones y llevar a cabo otros deberes, poderes y funciones como agente del asesor jurídico general en Wake
Dado que la isla de Wake es un aeródromo activo de la Fuerza Aérea, el comandante es también el oficial superior a cargo de todas las actividades en la isla.

## Reclamación de las Islas Marshall
La República de las Islas Marshall reclama la isla de Wake, a la que denomina Enen-kio. En 1973, los legisladores de las Islas Marshall, reunidos en Saipán en el Congreso de Micronesia, el órgano legislativo del Territorio en fideicomiso de las Islas del Pacífico, afirmaron que "Enen-kio es y siempre ha sido propiedad del pueblo de las Islas Marshall". Su afirmación se basaba en leyendas y canciones orales, transmitidas de generación en generación, que describían antiguos viajes de los marshaleses a Wake para recoger alimentos y el ala de hueso de un pájaro sagrado utilizada en las ceremonias tradicionales de tatuaje. En 1990, la legislación del Congreso de los Estados Unidos propuso incluir la isla de Wake dentro de los límites del territorio estadounidense de Guam. En respuesta, el presidente de las Islas Marshall, Amata Kabua, reafirmó la reivindicación de su nación sobre Wake, declarando que Enen-kio era un lugar de gran importancia para los rituales tradicionales de los jefes de las Islas Marshall.
El autodeclarado Reino de EnenKio también ha reclamado la Isla de Wake como una nación soberana separada y ha emitido pasaportes. El Reino de EnenKio no está reconocido en ningún foro internacional como un estado soberano, ni ningún estado reconocido internacionalmente lo reconoce. En 2000, la Comisión de Valores y Bolsa de los Estados Unidos impidió a Robert Moore, que afirmaba ser el jefe de Estado, emitir fraudulentamente bonos para la nación inexistente. El 23 de abril de 1998, el gobierno de las Islas Marshall notificó a todos los países con los que tiene relaciones diplomáticas que las reclamaciones del Reino de EnenKio son fraudulentas.

## Monumentos civiles

Bandera no oficial de Isla Wake.

La guerra dejó grandes huellas en la isla Wake. Una de ellas es la Roca 98, también conocida como la POW Rock, es una gran piedra semiesférica ubicada en la isla Wilkes, en la cual hay una placa que dice lo siguiente:
"The 98 Rock, inscribed by unknown P. O. W. 1040-1042".
En la isla Wake también hay una gran placa con los nombres de los muertos que perecieron en la isla Wake durante la Segunda Guerra Mundial. Todavía hay artilugios militares oxidados y en desuso de la guerra.
PAAville está construido en la roca, por lo cual se utilizó como base militar y como escondite para los japoneses y los estadounidenses. El hotel de PAAville es por ahora el edificio más moderno de la isla Wake, ya que tiene un pequeño puerto, su propia playa y hasta un pequeño cabo llamado Flipper Point. La isla también tiene un pequeño museo que alberga algunas armas de la Segunda Guerra Mundial.
Cerca de PAAville se encuentra el hospital, con capacidad para 100 enfermos, y que durante la guerra se utilizó como polvorín para almacenar las municiones y todas las armas, como ametralladoras o fusiles.

## En la cultura popular

### La isla de Wake en la literatura
El autor británico J. G. Ballard menciona la isla de Wake en uno de sus cuentos, Mi sueño de volar a Wake Island (My dream of flying to Wake Island), en el que el protagonista está obsesionado con viajar a esa isla.

### Isla Wake en el videojuegoBattlefield
La isla Wake es uno de los entornos en los videojuegos de Battlefield, tanto el de 1942, 1943, Battlefield 2, Battlefield 2142, Battlefield 3, Battlefield V y el Play 4 Free (para jugar gratis) en un mapa del juego Battlefield Heroes, llamada "Wiked Wake" (embrollo en Wake). En el videojuego se refleja la dura batalla sufrida en la isla Wake en 1942, que produjo múltiples bajas. La isla Wake posee un folclore mítico en el juego y cualquiera que lo jugó reconoce la peculiar forma de la isla. El objetivo es defender la isla del asalto aéreo y anfibio, tomando los puntos estratégicos, destruyendo los radares y artillería del enemigo (como lo es el caso de Battlefield 2).